# Kevin Martin (curler)
Kevin Martin (Killam, 31 de julho de 1966) é um jogador de curling do Canadá, campeão nacional, mundial e olímpico.

## Carreira
A primeira grande conquista de Kevin Martin foi o Campeonato Canadense Júnior de 1985, que classificou sua equipe para o Mundial do ano seguinte, no qual conquistou a medalha de prata. Cinco anos depois, conquistou outro vice-campeonato, desta vez na categoria adulta. No ano seguinte participou dos Jogos Olímpicos de Albertville, em que o curling foi disputado como esporte de demonstração (isto é, não fez parte do programa oficial), ficando com o quarto lugar, mesma posição alcançada no Mundial de 1997.
Em 2001, sua equipe venceu a seletiva olímpica canadense e foi a representante do país nos Jogos de Salt Lake City, nos quais ficaram com a prata após perder na final para a equipe da Noruega. Em 2005, após ser derrotado na seletiva olímpica nacional, desfez sua equipe e montou um novo grupo. Ao lado de John Morris, Marc Kennedy, Ben Hebert, foi campeão mundial em 2008 e vice em 2009 e campeão da seletiva olímpica para os Jogos de Vancouver. Neles, Martin se tornou o primeiro capitão a conquistar uma medalha de ouro olímpica sem perder uma única partida. Fora das pistas, Martin possui uma Academia de Curling e uma loja de suprimentos para o esporte.

### Desempenho
| Competição                 | Participações | Ouro | Prata | Bronze | Partidas | Vitórias |
| -------------------------- | ------------- | ---- | ----- | ------ | -------- | -------- |
| Jogos Olímpicos de Inverno | 2             | 1    | 1     | 0      | 22       | 20       |
| Campeonato Mundial         | 4             | 1    | 2     | 0      | 50       | 40       |
| Campeonato Mundial Júnior  | 1             | 0    | 1     | 0      | 11       | 10       |